# Шпак сірий
Шпак сірий (Spodiopsar cineraceus) — вид горобцеподібних птахів родини шпакових (Sturnidae). Мешкає в Східній Азії.

## Опис

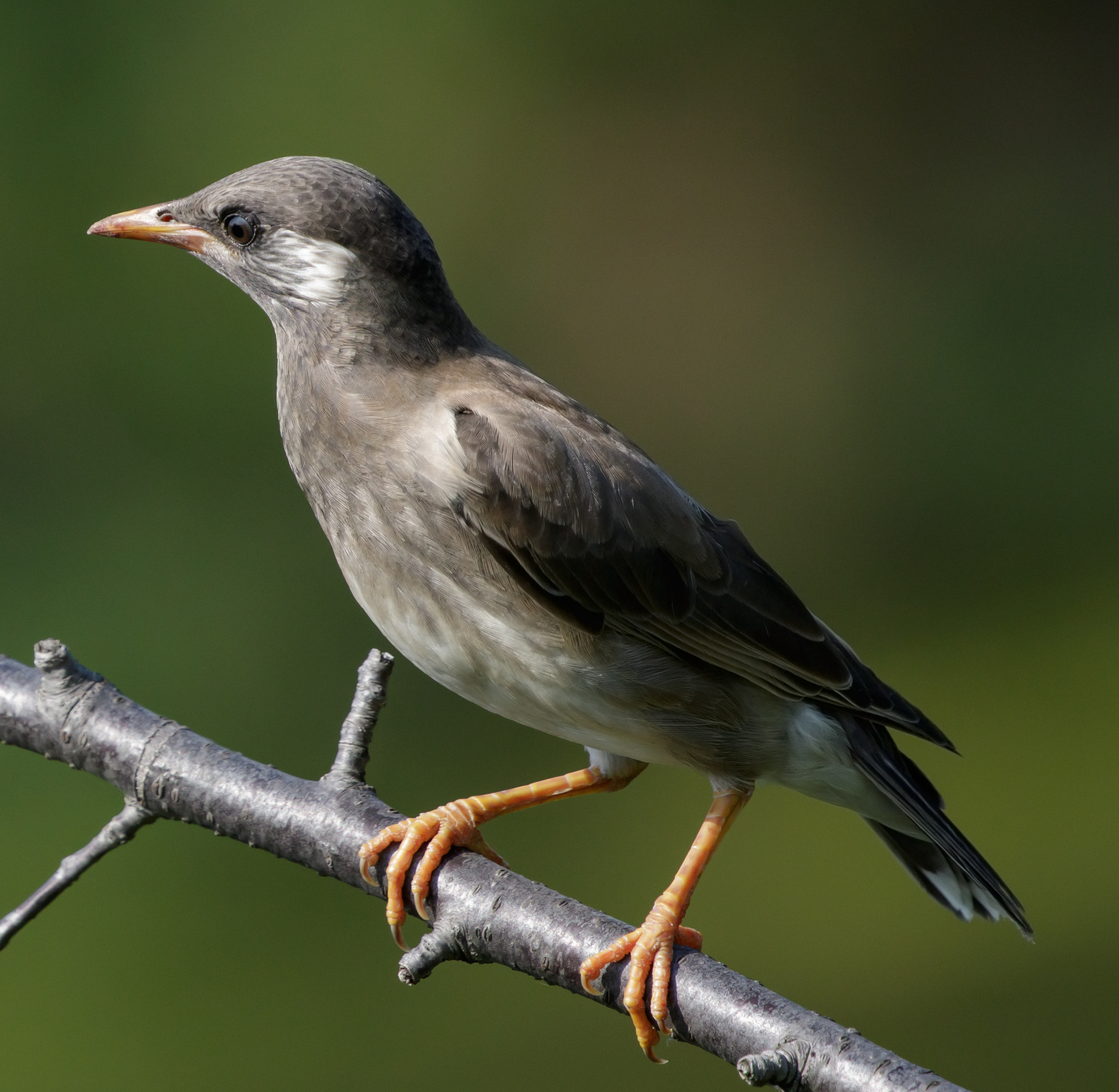
Сірий шпак (парк Теннодзі, Осака, Японія)

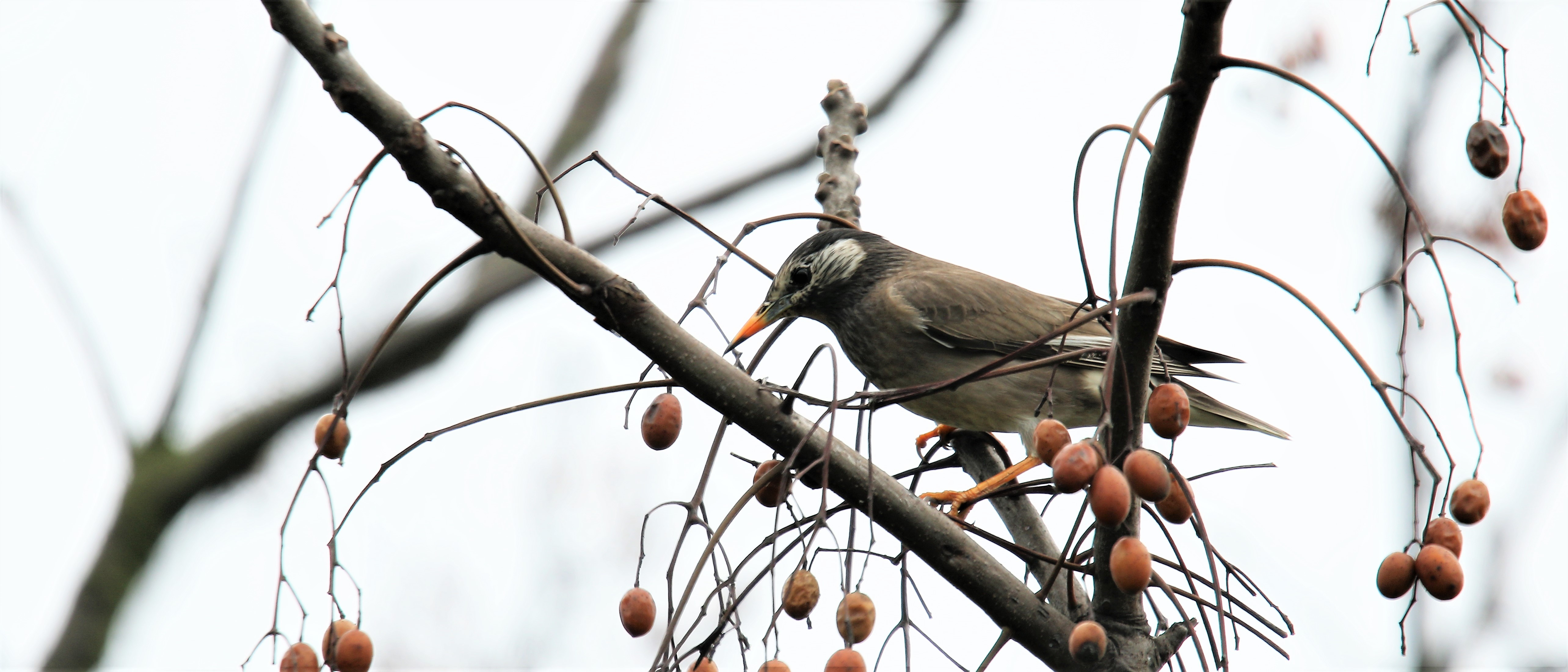
Сірий шпак

Довжина птаха становить 21-24 см, вага 23 г. Довжина хвоста 62,5 мм у самиць і 65 мм у самців, розмах крил 125 см у самиць і 129 см у самців. Верхня частина тіла попелясто-сіра або бура, нижня частина тіла світло-сіра або білувата. Голова чорнувата, лоб, підборіддя і щоки білуваті. У самців верхня частина голови чорна з синюватим або зеленуватим металевим відблиском. Гузка білувата, кінчики крил і хвіста білуваті. Очі карі. Дзьоб оранжевий, на кінці чорний, лапи світло-оранжеві. Самиці мають дещо світліше забарвлення, молоді птахи мають тьмяніше забарвлення. Голос різкий, тріскучий.

## Поширення і екологія

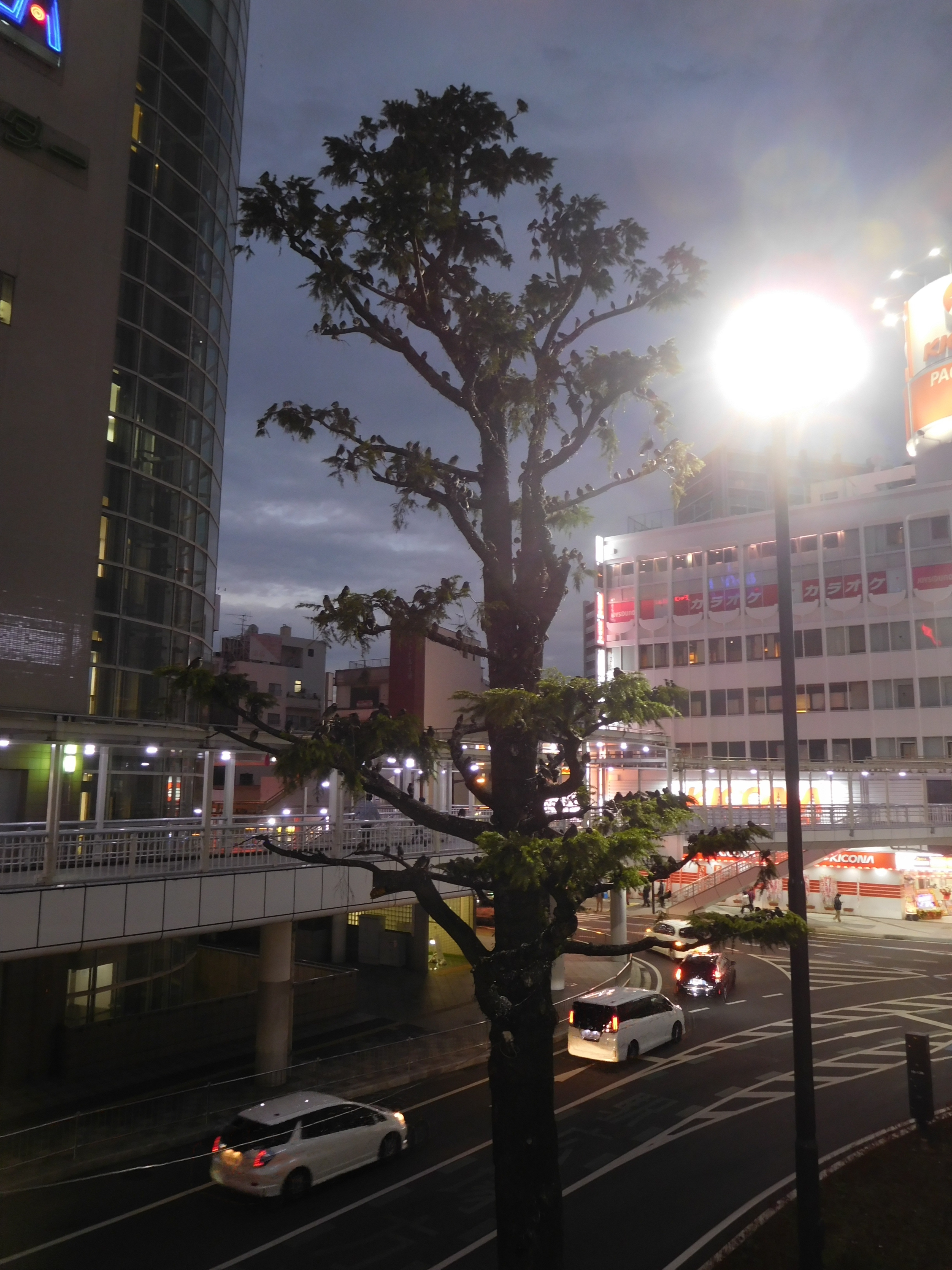
Зграя шпаків на дереві (Японія)

Сірі шпаки гніздяться в Центральному і Північно-Східному Китаї, в Манчжурії, Кореї, Східній Монголії, в Японії і на Далекому Сході Росії. Популяції Південної Кореї і Японії є переважно осілими, інші популяції взимку мігрують до Південного і Південно-Східного Китаю, Південної Японії, на Тайвань та на північ В'єтнаму. Бродячі особини спостерігалися на Філіппінах, в Таїланді і М'янмі. Сірі шпаки мігрують на південь в жовтні-листопаді, а повертаються в березні-квітні. Вони живуть на узліссях широколистяних лісів, і в ріколіссях, на полях, пасовищах, в парках і садах. Уникають густих лісів. Взимку часто спостерігаються на рисових полях. В Японії сірий шпак вважається одним з найпоширеніх птахів в міських парках.

## Поведінка
Сірі шпаки є соціальними птахами. Зустрічаються в зграях по 30, рідко до 100 птахів. Влітку в місцях ночівлі можуть утворювати зграї до 1000 птахів, взимку чисельність зграй може досягати 50 тисяч птахів. Деякі птахи можуть за день долати до 40 км. Вони живляться комахами та їх личинками, іншими безхребетними і дрібними хребетними, влітку і восени також плодами і насінням вишні, шовковиці, дерну, японської софори, далекосхідної хурми, камфорного дерева і японської бирючини (Ligustrum japonicum).
Сезон розмноження триває з березня по липень, за сезон може вилупитися два виводки. Гніздяться сірі шпаки колоніями до 30 пар, в дуплах дерев, в тріщинах в стінах будівель або в шпаківнях, які встелюють сухою травою і пір'ям. В кладці від 4 до 7 яєць світло-блакитнувато-зеленого кольору. Інкубаційний період триває 12 днів, яйця насиджують і самиці, і самці. Пташенята покидають гніздо через 21-23 дні після вилуплення. Батьки продовжують піклуватися про них ще близько місяця, після чого молоді птахи приєднуються до зграй.
Сірі шпаки іноді стають жертвами гніздового паразитизму звичайних і малих зозуль. Крім того, у сірих шпаків спостерігається внутрішньовидовий гніздовий паразитизм, який може вражати до 20% всіх кладок.